# Eridontomerus sapphyrinus
Eridontomerus sapphyrinus är en stekelart som beskrevs av Zerova och Seryogina 1999. Eridontomerus sapphyrinus ingår i släktet Eridontomerus och familjen gallglanssteklar.
Artens utbredningsområde är Ukraina. Inga underarter finns listade i Catalogue of Life.